# Computer Associates
CA, Inc. (NYSE: CA) is een Amerikaans computersoftwarebedrijf uit New York.

## Geschiedenis
CA Technologies, Inc. werd in 1976 door Charles B. Wang opgericht, nadat hij afstudeerde van het Queens College. Het hoofdkantoor is sinds de beursgang in New York gevestigd.
In februari 2006 is de naam gewijzigd van Computer Associates International in CA.
In mei 2010 is de naam wederom gewijzigd, nu in CA Technologies. In 2018 telde CA Technologies ongeveer 11.300 medewerkers.
Het bedrijf werd in 2018 overgenomen door Broadcom Inc.